# Elisabetta Augusta Christiansdatter
Elisabetta Augusta di Schleswig-Holstein (28 dicembre 1623 – 9 agosto 1677) è stata una contessa danese.

## Biografia
Era figlia del re Cristiano IV di Danimarca e della seconda moglie Kirsten Munk.
Il matrimonio dei suoi genitori avvenne morganaticamente pertanto sia lei che i nove fratelli non potevano vantare il titolo di principi ma poterono solo portare quello di "conti di Schleswig-Holstein".
Tra il 1628 e il 1629 visse e crebbe alla corte svedese. Nel 1639 venne data in sposa al nobile Hans Lindenov.
Durante il conflitto tra sua sorella Leonora Cristina e la famiglia reale, non prese le difese della sorella e ciò le permise di trascorrere un'esistenza tranquilla e di ricevere una pensione reale nel 1664 nonché altri doni offerti da suo nipote il re Cristiano V.

## Ascendenza
|                                          |   |                                   | Genitori                           |  |  | Nonni |  |  | Bisnonni                   |  |  | Trisnonni               |  |
|                                          |   |                                   |                                    |  |  |       |  |  | Cristiano III di Danimarca |  |  | Federico I di Danimarca |  |
|                                          |   |                                   |                                    |  |  |       |  |  | Cristiano III di Danimarca |  |  | Federico I di Danimarca |  |
|                                          |   | Anna del Brandeburgo              |                                    |  |  |       |  |  | Cristiano III di Danimarca |  |  |                         |  |
| Federico II di Danimarca                 |   |                                   |                                    |  |  |       |  |  | Cristiano III di Danimarca |  |  |                         |  |
|                                          |   | Dorotea di Sassonia-Lauenburg     | Magnus I di Sassonia-Lauenburg     |  |  |       |  |  |                            |  |  |                         |  |
|                                          |   | Dorotea di Sassonia-Lauenburg     | Magnus I di Sassonia-Lauenburg     |  |  |       |  |  |                            |  |  |                         |  |
|                                          |   | Dorotea di Sassonia-Lauenburg     | Caterina di Braunschweig-Lüneburg  |  |  |       |  |  |                            |  |  |                         |  |
| Cristiano IV di Danimarca                |   | Dorotea di Sassonia-Lauenburg     |                                    |  |  |       |  |  |                            |  |  |                         |  |
|                                          |   | Ulrico III di Meclemburgo-Güstrow | Alberto VII di Meclemburgo-Güstrow |  |  |       |  |  |                            |  |  |                         |  |
|                                          |   | Ulrico III di Meclemburgo-Güstrow | Alberto VII di Meclemburgo-Güstrow |  |  |       |  |  |                            |  |  |                         |  |
|                                          |   | Ulrico III di Meclemburgo-Güstrow | Anna di Brandeburgo                |  |  |       |  |  |                            |  |  |                         |  |
| Sofia di Meclemburgo-Güstrow             |   | Ulrico III di Meclemburgo-Güstrow |                                    |  |  |       |  |  |                            |  |  |                         |  |
|                                          |   | Elisabetta di Danimarca           | Federico I di Danimarca            |  |  |       |  |  |                            |  |  |                         |  |
|                                          |   | Elisabetta di Danimarca           | Federico I di Danimarca            |  |  |       |  |  |                            |  |  |                         |  |
|                                          |   | Elisabetta di Danimarca           | Sofia di Pomerania                 |  |  |       |  |  |                            |  |  |                         |  |
| Elisabetta Augusta di Schleswig-Holstein |   | Elisabetta di Danimarca           |                                    |  |  |       |  |  |                            |  |  |                         |  |
|                                          | … | …                                 |                                    |  |  |       |  |  |                            |  |  |                         |  |
|                                          | … | …                                 |                                    |  |  |       |  |  |                            |  |  |                         |  |
|                                          | … | …                                 |                                    |  |  |       |  |  |                            |  |  |                         |  |
| Ludwig Munk                              | … |                                   |                                    |  |  |       |  |  |                            |  |  |                         |  |
|                                          |   | …                                 | …                                  |  |  |       |  |  |                            |  |  |                         |  |
|                                          |   | …                                 | …                                  |  |  |       |  |  |                            |  |  |                         |  |
|                                          |   | …                                 | …                                  |  |  |       |  |  |                            |  |  |                         |  |
| Kirsten Munk                             |   | …                                 |                                    |  |  |       |  |  |                            |  |  |                         |  |
|                                          |   | …                                 | …                                  |  |  |       |  |  |                            |  |  |                         |  |
|                                          |   | …                                 | …                                  |  |  |       |  |  |                            |  |  |                         |  |
|                                          |   | …                                 | …                                  |  |  |       |  |  |                            |  |  |                         |  |
| Ellen Marsvin                            |   | …                                 |                                    |  |  |       |  |  |                            |  |  |                         |  |
|                                          |   | …                                 | …                                  |  |  |       |  |  |                            |  |  |                         |  |
|                                          |   | …                                 | …                                  |  |  |       |  |  |                            |  |  |                         |  |
|                                          |   | …                                 | …                                  |  |  |       |  |  |                            |  |  |                         |  |
|                                          |   | …                                 |                                    |  |  |       |  |  |                            |  |  |                         |  |